# Райхвайлер
Райхвайлер (нем. Reichweiler) — община в Германии, в земле Рейнланд-Пфальц. 
Входит в состав района Кузель. Подчиняется управлению Кузель.  Население составляет 542 человека (на 31 декабря 2010 года). Занимает площадь 3,87 км².